# 葉世英
葉世英（1558年10月5日—？），字君材，号春谷，遼東廣寧左屯衛（今遼寧省北鎮市）軍籍，浙江寧波衛（慈谿縣）人，明朝政治人物。

## 生平
嘉靖戊午八月二十五日生。治易经。萬曆二十二年（1594年）甲午科乡试第七十一名举人，二十三年（1595年）乙未科进士，吏部觀政，二十四年四月授永平府盧龍縣知縣，明敏倜傥，有应变才。二十六年奉调征倭，广东兵五千譟变于山海关，葉世英单骑陈以大义，悉抚定之。迁兵部职方司主事，万历三十六年三月，以東夷漸熾可虞，條上增兵增餉事宜。晋员外郎，三十七年六月，陈辽左防御十策。

## 家族
曾祖葉昇（百戶）；祖父葉盛（百戶）；父葉綬（省祭贈文林郎知縣）；母宋氏，封孺人，慈侍下；兄：世科（廩生）、世奇（欽授把總、指揮）、世芳（武生）、世表（庠生）；弟：世美（鎮撫）、葉維榮（同科進士）；妻高氏，封孺人；子錫龍。